# Vintereksspinnare
Vinterekspinnare, Drymonia ruficornis är en fjärilsart som beskrevs av Johann Siegfried Hufnagel, 1766. Vintereksspinnare ingår i släktet Drymonia och familjen tandspinnare, Notodontidae. Arten är reproducerande i Sverige. Inga underarter finns listade i Catalogue of Life.

## Bildgalleri

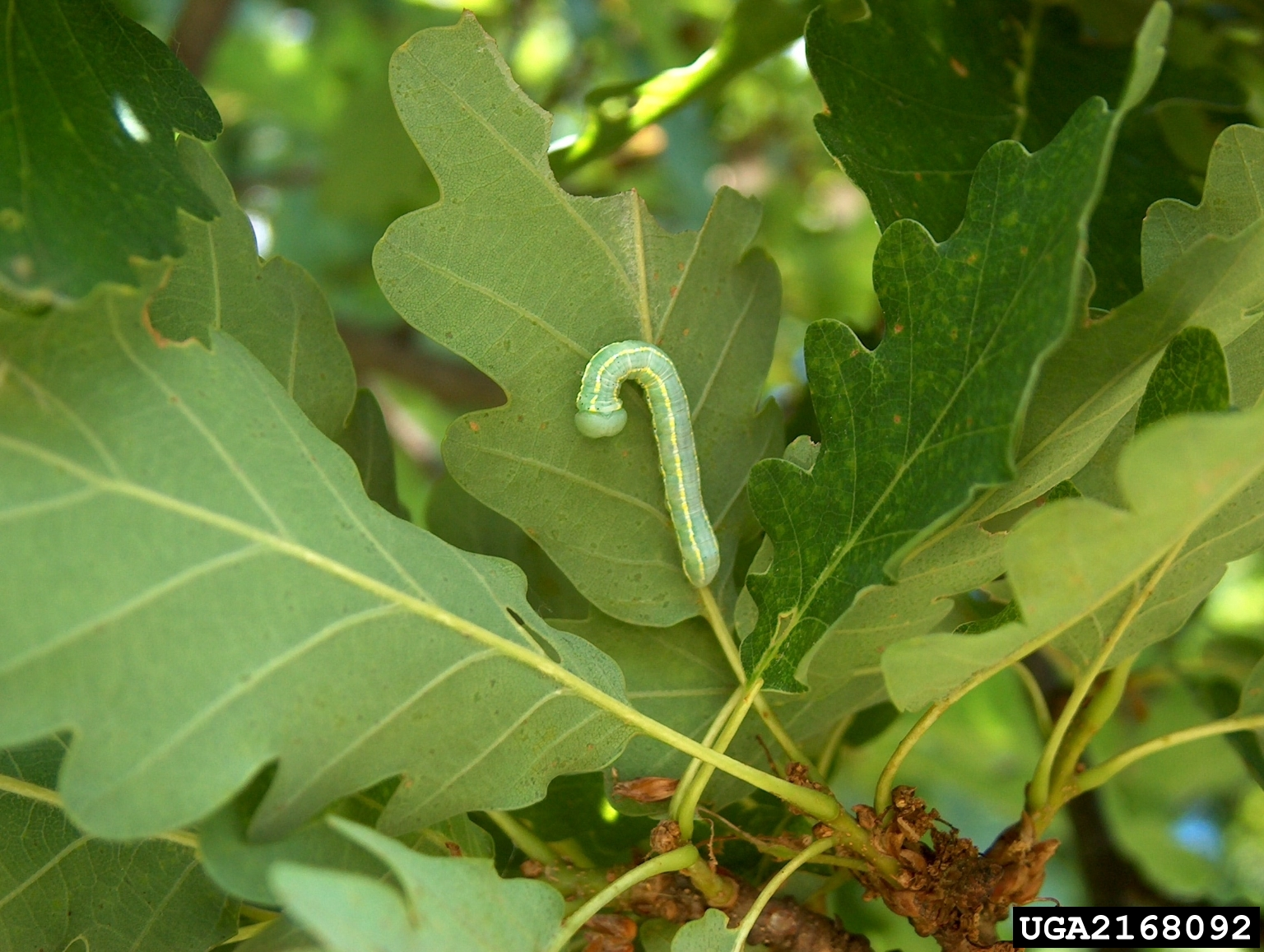
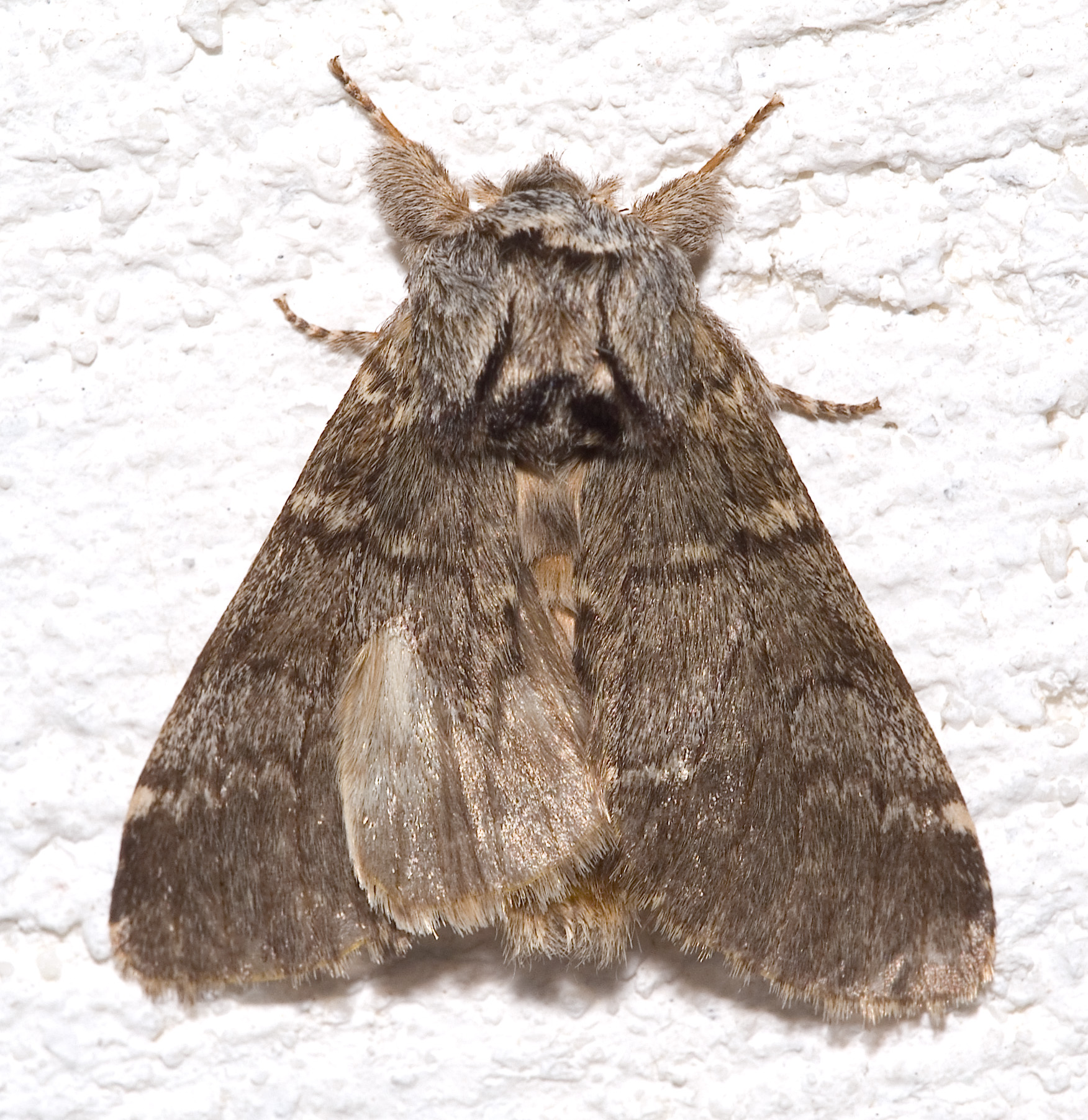